# Campionato brasiliano di rugby a 15 2022
Il Campionato Brasiliano di Rugby 2022 ((PT)  Campeonato Brasileiro de Rugby de 2022) o Super12 è stata una competizione promossa dalla CBRu (Confederação Brasileira de Rugby), la 57ª edizione dopo due anni di stop dovuti alla pandemia di COVID-19.
Il titolo di Campoone del Brasile è andato per la seconda volta al Poli Rugby che ha sconfitto in finale i padroni di casa del Jacareí per 26-19.

## Formula del torneo
Le sole 11 squadre partecipanti sono state suddivise in due gironi, con gare di andate e ritorno, uno da 6 squadre il Suleste con le squadre dello stato di San Paolo  e uno da 5 il Sul con le squadre del su del Brasile.
Le prime quattro di ogni girone si qualificarono ai quarti di finale per l’eliminazione diretta in gara unica fino alla disputa della finale.

## Squadre partecipanti

### GironeSudeste
| Squadra    | Città               | Stato     |
| ---------- | ------------------- | --------- |
| Jacareí    | Jacareí             | São Paulo |
| Pasteur    | San Paolo           | San Paolo |
| Poli Rugby | San Paolo           | San Paolo |
| São José   | São José dos Campos | San Paolo |
| SPAC       | San Paolo           | San Paolo |
| Tornados   | Indaiatuba          | San Paolo |

### GironeSul
| Squadra     | Città           | Stato             |
| ----------- | --------------- | ----------------- |
| Curitiba    | Curitiba        | Paraná            |
| Charrua     | Porto Alegre    | Rio Grande do Sul |
| Desterro    | Florianópolis   | Santa Catarina    |
| Farrapos    | Bento Gonçalves | Rio Grande do Sul |
| Pé Vermelho | Londrina        | Paraná            |

## Prima Fase

### GironeSuleste
| 9/04/2022 | 1ª/6ª giornata      | 02/07/2022 |
| --------- | ------------------- | ---------- |
| 69-19     | São José — Tornados | 57-10      |
| 36-7      | Poli — SPAC         | 54-10      |
| 27-15     | Pasteur — Jacareí   | 17-3       |

| 04/06/2022 | 4ª/9ª giornata     | 27/08/2022 |
| ---------- | ------------------ | ---------- |
| 36-12      | Jacareí — SPAC     | 24-33      |
| 33-12      | Pasteur — São José | 27-7       |
| 19-63      | Tornados — Poli    | 29-62      |

| 7/05/2022 | 2ª/7ª giornata     | 30/07/2022 |
| --------- | ------------------ | ---------- |
| 41-23     | São José — SPAC    | 39-8       |
| 30-13     | Jacareí — Poli     | 10-30      |
| 0-50      | Tornados — Pasteur | 9-60       |

| 25/06/2022 | 5ª/10ª giornata    | 17/09/2022 |
| ---------- | ------------------ | ---------- |
| 28-15      | Poli — São José    | 27-20      |
| 15-48      | Tornados — Jacareí | 10-33      |
| 5-38       | SPAC — Pasteur     | 19-57      |

| 21/05/2022 | 3ª/8ª giornata     | 13/08/2022 |
| ---------- | ------------------ | ---------- |
| 24-20      | Poli — Pasteur     | 20-24      |
| 27-9       | Jacareí — São José | 25-14      |
| 17-33      | Tornados — SPAC    | 31-52      |

#### Classifica
|  |    | Squadra    | G  | V | N | P  | PF  | PS  | P±   | B | Pt |
|  | -- | ---------- | -- | - | - | -- | --- | --- | ---- | - | -- |
|  | 1. | Pasteur    | 10 | 9 | 0 | 1  | 353 | 114 | 239  | 8 | 44 |
|  | 2. | Poli Rugby | 10 | 8 | 0 | 2  | 357 | 184 | 173  | 7 | 39 |
|  | 3. | Jacareí    | 10 | 6 | 0 | 4  | 251 | 180 | 71   | 4 | 28 |
|  | 4. | São José   | 10 | 4 | 0 | 6  | 283 | 227 | 56   | 5 | 21 |
|  | 5. | SPAC       | 10 | 3 | 0 | 7  | 202 | 373 | −171 | 3 | 15 |
|  | 6. | Tornados   | 10 | 0 | 0 | 10 | 159 | 527 | −368 | 2 | 2  |

### GironeSul
| 30/04/2022 | 1ª/6ª giornata         | 30/07/2022 |
| ---------- | ---------------------- | ---------- |
| 39-7       | Curitiba — Pé Vermelho | 63-0       |
| 40-7       | Farrapos — Charrua     | 52-5       |
|            | Riposa: Desterro       |            |

| 11/06/2022 | 4ª/9ª giornata      | 27/08/2022 |
| ---------- | ------------------- | ---------- |
| 15-57      | Desterro — Farrapos | 10-38      |
| 12-27      | Charrua — Curitiba  | 24-20      |
|            | Riposa: Pé Vermelho |            |

| 07/05/2022 | 2ª/7ª giornata         | 06/08/2022 |
| ---------- | ---------------------- | ---------- |
| 25-13      | Farrapos — Curitiba    | 23-7       |
| 20-27      | Pé Vermelho — Desterro | 0-71       |
|            | Riposa: Charrua        |            |

| 02/07/2022 | 5ª/10ª giornata        | 17/09/2022 |
| ---------- | ---------------------- | ---------- |
| 105-0      | Farrapos — Pé Vermelho | 92-0       |
| 10-25      | Desterro — Charrua     | 41-24      |
|            | Riposa: Curitiba       |            |

| 28/05/2022 | 3ª/8ª giornata        | 20/08/2022 |
| ---------- | --------------------- | ---------- |
| 42-0       | Charrua — Pé Vermelho | 38-10      |
| 27-15      | Curitiba — Desterro   | 16-27      |
|            | Riposa: Farrapos      |            |

#### Classifica
|  |    | Squadra     | G | V | N | P | PF  | PS  | P±   | B | Pt |
|  | -- | ----------- | - | - | - | - | --- | --- | ---- | - | -- |
|  | 1. | Farrapos    | 8 | 8 | 0 | 0 | 432 | 56  | 376  | 6 | 38 |
|  | 2. | Curitiba    | 8 | 4 | 0 | 4 | 212 | 133 | 79   | 5 | 21 |
|  | 3. | Desterro    | 8 | 4 | 0 | 4 | 215 | 207 | 8    | 4 | 20 |
|  | 4. | Charrua     | 8 | 4 | 0 | 4 | 177 | 200 | −23  | 4 | 20 |
|  | 5. | Pé Vermelho | 8 | 0 | 0 | 8 | 37  | 477 | −440 | 1 | 1  |

## Fase Finale
|  | Quarti di finale | Quarti di finale | Quarti di finale |            |            | Semifinali | Semifinali | Semifinali |  |  | Finale | Finale | Finale |  |
|  |                  |                  |                  |            |            |            |            |            |  |  |        |        |        |  |
|  | Farrapos         | Farrapos         | 35               |            |            |            |            |            |  |  |        |        |        |  |
|  | Farrapos         | Farrapos         | 35               |            |            |            |            |            |  |  |        |        |        |  |
|  | São José         | São José         | 16               |            |            |            |            |            |  |  |        |        |        |  |
|  | São José         | São José         | 16               |            | Poli Rugby | Poli Rugby | 14         |            |  |  |        |        |        |  |
|  |                  |                  |                  |            | Poli Rugby | Poli Rugby | 14         |            |  |  |        |        |        |  |
|  |                  |                  | Farrapos         | Farrapos   | 10         |            |            |            |  |  |        |        |        |  |
|  | Poli Rugby       | Poli Rugby       | Farrapos         | Farrapos   | 10         | 43         |            |            |  |  |        |        |        |  |
|  | Poli Rugby       | Poli Rugby       |                  |            |            |            |            |            |  |  |        |        |        |  |
|  | Desterro         | Desterro         | 10               |            |            |            |            |            |  |  |        |        |        |  |
|  | Desterro         | Desterro         | 10               |            | Jacareí    | Jacareí    | 19         |            |  |  |        |        |        |  |
|  |                  |                  |                  |            |            |            |            |            |  |  |        |        |        |  |
|  |                  |                  | Poli Rugby       | Poli Rugby | 26         |            |            |            |  |  |        |        |        |  |
|  | Curitiba         | Curitiba         | Poli Rugby       | Poli Rugby | 26         | 5          |            |            |  |  |        |        |        |  |
|  | Curitiba         | Curitiba         |                  |            |            |            |            |            |  |  |        |        |        |  |
|  | Jacareí          | Jacareí          | 26               |            |            |            |            |            |  |  |        |        |        |  |
|  | Jacareí          | Jacareí          | 26               |            | Pasteur    | Pasteur    | 21         |            |  |  |        |        |        |  |
|  |                  |                  |                  |            | Pasteur    | Pasteur    | 21         |            |  |  |        |        |        |  |
|  |                  |                  | Jacareí          | Jacareí    | 22         |            |            |            |  |  |        |        |        |  |
|  | Pasteur          | Pasteur          | Jacareí          | Jacareí    | 22         | 31         |            |            |  |  |        |        |        |  |
|  | Pasteur          | Pasteur          |                  |            |            |            |            |            |  |  |        |        |        |  |
|  | Charrua          | Charrua          | 16               |            |            |            |            |            |  |  |        |        |        |  |

### Quarti di finale
| Bento Gonçalves 1 ottobre 2022 | Farrapos | 35 – 16 | São José | Estádio da Montanha |

| San Paolo 1 ottobre 2022 | Poli Rugby | 43 – 10 | Desterro | CEPEUSP |

| Curitiba 1 ottobre 2022 | Curitiba | 5 – 26 | Jacareí | Paraná Esporte |

| San Paolo 1 ottobre 2022 | Pasteur | 31 – 16 | Charrua | Clube Atletico São Paulo |

### Semifinali
| San Paolo 15 ottobre 2022 | Poli Rugby | 14 – 10 | Farrapos | CEPEUSP |

| San Paolo 15 ottobre 2022 | Pasteur | 21 – 22 | Jacareí | Clube Atletico São Paulo |

### Finale
| Jacareí 29 ottobre 2022 | Jacareí | 19 – 26 | Poli Rugby | Campo do Balneario |